# Web Open Font Format
Web Open Font Format (WOFF) — расширение формата шрифта OpenType или TrueType со сжатием и полностью совпадающим с оригиналом[что?], что позволяет оставить неизменным механизм отрисовки. Также формат включает дополнительные метаданные, в которые производитель шрифта может включить информацию об использовании шрифта. Эта информация не влияет на то, как этот шрифт будет загружен, но позволяет определить происхождение этого шрифта, так, заинтересовавшийся шрифтом, использованным на веб-странице, может проследить, какой шрифт использован. Шрифты в WOFF сжаты, но не зашифрованы, этот формат не создавался как защищённый формат для желающих жёстко контролировать использование шрифта.
Пример использования:
```
@
font-face
 
{

        
font-family
:
 
'PT Sans'
;
 

        
src
:
 
url
(
'pts55f.eot'
);
 

        
src
:
 
local
(
'PT Sans'
),
 
url
(
'pts55f.woff'
)
 
format
(
'woff'
),
 
url
(
'pts55f.ttf'
)
 
format
(
'truetype'
);

}

h2
.
style1
 
{
 
font-size
:
 
48
px
;
 
line-height
:
normal
;
 
font-family
:
 
'PT Sans'
;
 
font-weight
:
 
bold
;
 
font-style
:
italic
;
 
}

```

## Инструменты для конвертации
Утилита командной строки для конвертации файлов шрифтов OpenType или TrueType в формат WOFF и обратно доступна как в скомпилированном виде для Windows и Mac OS X, так и в виде исходных кодов, что позволяет её использовать на большинстве существующих операционных систем. Утилита распространяется согласно лицензиям MPL 1.1/GPL 2.0/LGPL 2.1.
Примеры использования:
Конвертация TrueType шрифта font.ttf в WOFF:
```
$
 
./sfnt2woff
 
font.ttf
 
>
 
font.woff

```

Обратная конвертация шрифта WOFF в OpenType:
```
$
 
./woff2sfnt
 
font.woff
 
>
 
font.otf

```

## Поддержка
Формат был поддержан многими изготовителями шрифтов и поддерживается основными веб-браузерами:
- Firefox с версии 3.6 (2009)[4]
- Google Chrome с версии 6.0 (2010)[5]
- Internet Explorer с версии 9 (2010)[6]
- Konqueror из состава KDE 4.4.1 и более новых (2010)[7]
- Opera с версии 11.10 (2011, Presto 2.7), все версии Blink[8][9]
- Safari (2011)[10] с версии 5.1[11]
- Иные WebKit-браузеры с версии движка 528[12][13]

Формат WOFF 2.0 был создан на базе алгоритма сжатия данных Brotli. Новый формат позволяет хранить шрифты в файлах примерно на 1/3 меньше, чем в WOFF 1.0. Формат 2.0 поддерживается:
- Google Chrome с версии 36[14]
- Firefox с версии 35[15]
- Opera с версии 26[16]
- Safari с версии 10[17]
- Edge с версии 14[18]